# Таїна Баріоз
Таїна Баріоз (фр. Taïna Barioz, 2 червня 1988) — французька гірськолижниця, чемпіонка світу.
Золоту медаль чемпіонки світу Таїна виборола у складі збірної Франції в командних змаганнях на чемпіонаті світу 2011 у Гарміш-Партенкірхені. До цього успіху в її заліку був один подіум — третє місце в гігантському слаломі на грудневому етапі Кубка світу 2009 у Лінці.